# ガンドランダー
ガンドランダーシリーズは、バンダイのガシャポンを中心とした玩具企画。SDガンダムの一つである。

## 概要
ファンタジー風世界観を持つSDガンダムシリーズの一つ。「武者ガンダム」では日本の戦国時代を、「騎士ガンダム」では中世ヨーロッパを、「SDコマンド戦記」では現代・近未来をモデルにしているのに対し、本作は先史時代や古代文明などがモデルとなっている。また、登場するキャラクターの共通の特徴として体の各部に生物的な“角”に見える部位があることがあげられる。一部世界観やクルガン、サザバルガというネーミングなどに見てとれる根幹的なイメージソースは1986年に公開された映画「ハイランダー 悪魔の戦士」である。
武者頑駄無がBB戦士、騎士ガンダムがカードダス、コマンド戦記が元祖SDガンダムで主に展開していたように、本作はガシャポン戦士を中心に展開された。シリーズ中盤からは変形や合体などのギミックを有するものが登場し、これらの技術は後のキャラクター消しゴムにも受け継がれている。
しかし、ストーリーがやや難解な構成であり、読者としては分かり辛い内容となってしまい、人気は他シリーズに比べ振るわなかった。
武者・騎士・コマンドの世界との公式設定上のクロスオーバーは、1994年以降の新SD戦国伝 超機動大将軍編にガンドランダー風の武者が登場して出身国を匂わす程度だったが、2007年のカードダス「SDガンダム アルティメットバトル」以降はクロスオーバー設定がいくつか追加された。コマンドガンダムが騎士の世界でコナンガンダムとして過ごした後にガンドランダーの世界で「コナー……」と名乗りかけてコナーという名前であると勘違いされる「ハイランダー 悪魔の戦士」ネタも盛り込まれている。

## シリーズ作品
- ガンドランダー 闇の黙示録編（1990年）
- ガンドランダー 魔封の聖剣編（1991年）
- ガンドランダーIII 竜の守護神編（1992年）
- ガンドランダーIV 復活の星勇士編（1993年）

## 漫画版
作画は友杉達也が担当。『ガンドランダー』のタイトルでIII迄の内容でコミックボンボン春休み増刊号SDガンダム総力特集号に第1話を掲載の後デラックスボンボンにて1990年から1993年まで連載、全7巻。その後コミックボンボン増刊号にて『SDガンダム ガンドランダーIV 復活の星勇士(ロードスター)編』のタイトルで連載されるもガシャポン戦士の展開終了とともに2回で終了、単行本未発売。
2025年8月・9月には復刊ドットコムから全4巻で復刊され、「復活の星勇士」編を含む全エピソードと描き下ろし作品が収録される。

## ボードゲーム
バンダイからパーティージョイWシリーズ7番として『ガンドランダー 闇の黙示録ゲーム』が1990年に発売された。対象年齢8歳以上、2人から4人用。
プレイマットの表裏で「急襲!赤い盗賊団」と「ゴーンドランダー神殿の決闘」という異なるゲームを遊ぶことができる。